# Dalen
Dalen ist eine Ortschaft in der norwegischen Provinz Telemark. Dalen ist Verwaltungssitz der Kommune Tokke. Der Ort hat 560 Einwohner (Stand: 1. Januar 2024) auf 0,75 km² und liegt am Westende des Bandak-Sees. Die tiefste Stelle liegt bei 72 moh. (Bandak), die höchste bei 1.537 moh (Kvannfjellet).

## Industrie
In den Bergen bei Dalen liegt das Tokke kraftverk. Das Wasserkraftwerk reguliert den obersten westlichen Zweig des Skiensvassdraget. Es wurde in vier Stufen ausgebaut und im Jahr 1979 fertiggestellt. Das Gefälle aus der Hardangervidda zum Bandak beträgt 1.000 m.
Zu Beginn des 19. Jahrhunderts wurden in der Telemark unter anderem in Dalen und Bandaksli Molybdän-Vorkommen entdeckt und gewonnen.

## Tourismus
- Dalen bildet das westliche Ende des Telemarkkanals.
- Eines der prachtvollsten Hotels Norwegens ist das Dalen Hotell, das 1894 im Drachenstil erbaut wurde.
- Bergbauernhof Grimdalstunet und Museum mit Werken der hier geborenen Bildhauerin Anne Grimdalen (1899–1961)[4]

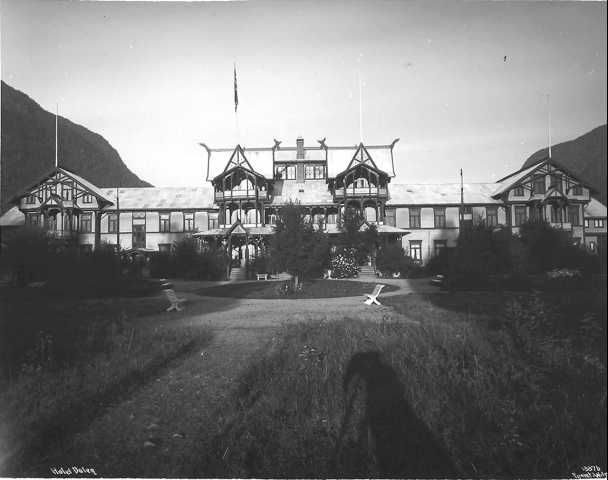
Dalen Hotell
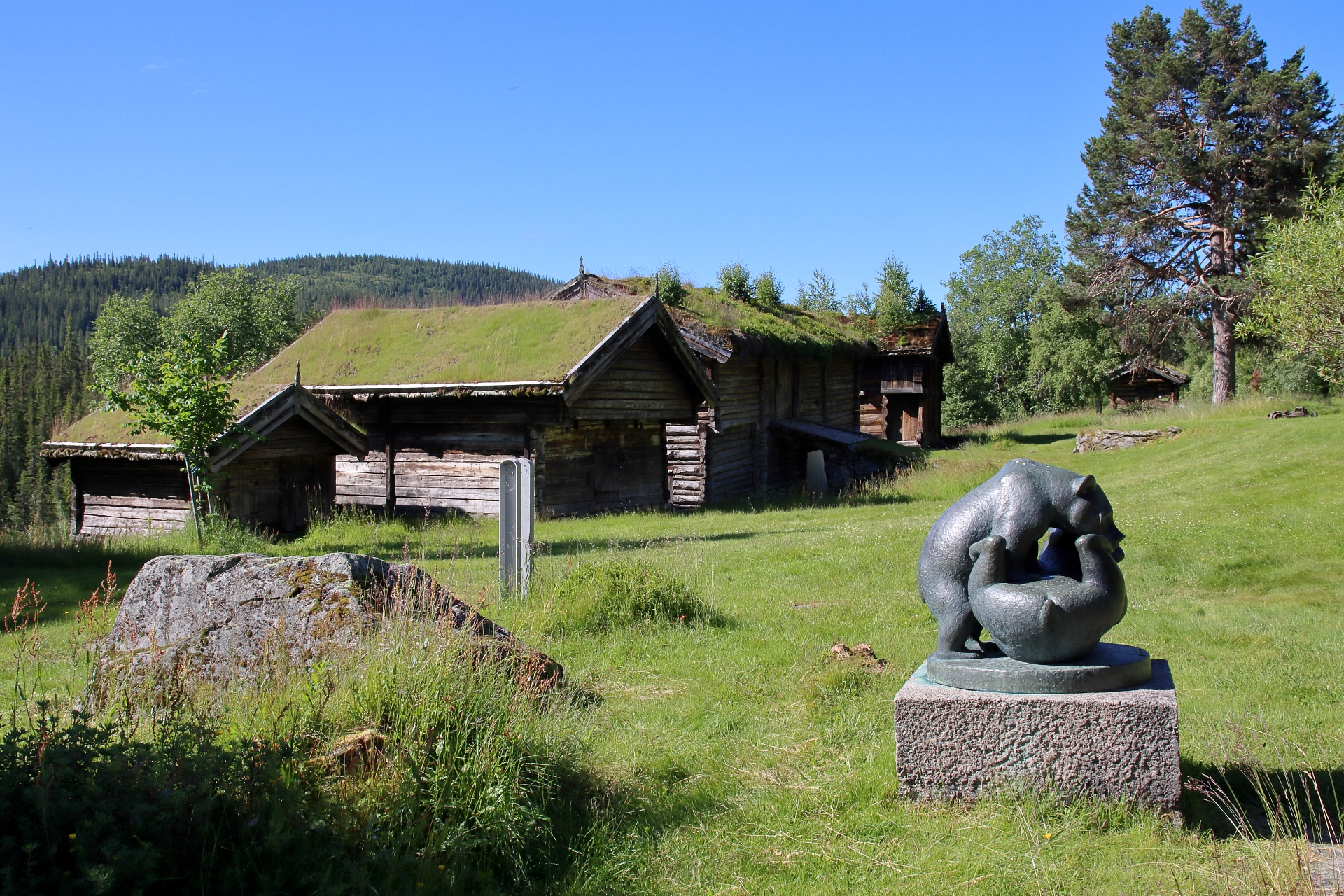
Grimdalstunet: alte Gebäude des Bergbauernhofes und Skulptur von Anne Grimdal
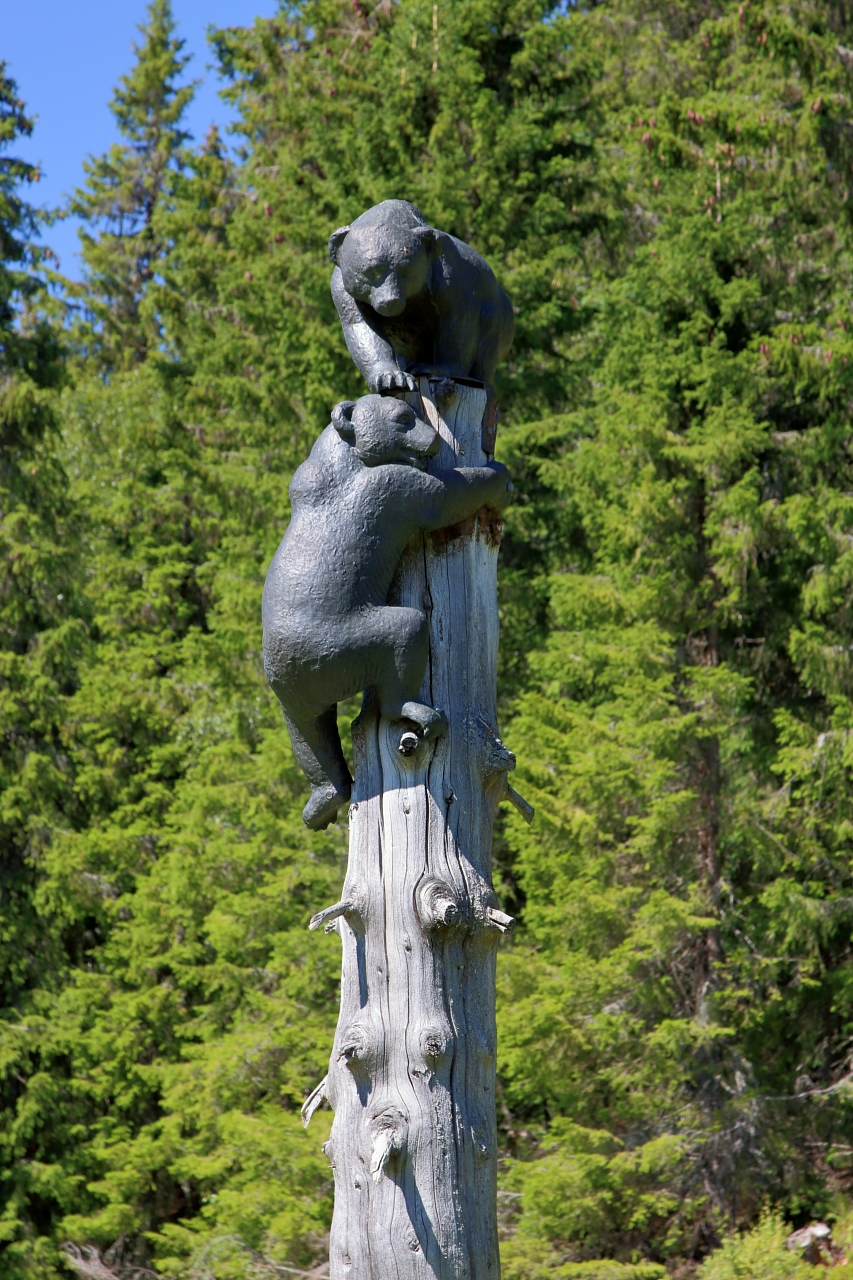
Grimdalstunet: Skulptur mit zwei Bärenjungen von Anne Grimdal